# Magnezijev hidroksid
Magnezijev hidroksid je anorganska spojina z molekulsko formulo Mg(OH)2. Je bela trdnina, slabo topna v vodi. Vodna raztopina je bazična. Vodno suspenzijo (magnezijevo mleko) uporabljajo kot antacid in kot odvajalo.